# Charles I. d’Albret

Wappen von Charles I. d’Albret

Charles I. d’Albret (* um 1369; † 25. Oktober 1415 in der Schlacht von Azincourt) war Herr von Albret, Graf von Dreux, Vizegraf von Tartas und Connétable von Frankreich.

## Leben
Er war der Sohn von Arnaud-Amanieu d’Albret und Marguerite de Bourbon, Tochter von Pierre I., Duc de Bourbon (1311–1356) und Isabel de Valois (1313–1383). Er kämpfte in seiner Jugend unter dem Befehl von Bertrand du Guesclin und nahm an den Feldzügen gegen die Engländer in der Guyenne teil. 1402 machte Karl VI. ihn zum Connétable, ein Amt, das er 1411 – als Angehöriger der Partei der Armagnacs – im Zusammenhang mit der Machtübernahme der Bourguignons wieder aufgab. Zwei Jahre später wurde er erneut Connétable, nachdem sich die Armagnacs gegen die Bourguignons durchsetzen konnten (siehe auch: Bürgerkrieg der Armagnacs und Bourguignons). Er war einer der Paten des späteren Königs Karl VII.
Charles I. d’Albret als Connétable und Jean II. Le Maingre als Marschall von Frankreich (Marschall Boucicaut) waren die nominellen Kommandeure der französischen Armee in der Schlacht von Azincourt, konnten sich aber an diesem Tag gegen die versammelten mächtigen Adligen nicht durchsetzen. Charles d’Albret fiel in der Schlacht.

## Ehe und Nachkommen
Am 27. Februar 1400 heiratete er Marie de Sully, Tochter Louis’ de Sully und Witwe Guys VI. de la Trémoille, Graf von Guînes sowie Mutter Georges’ de La Trémoille. Ihre Kinder waren:
- Catherine d’Albret, ⚭ Charles de Montaigu (⚔ 1415 bei Azincourt), Vidame de Laon, Sohn von Jean de Montaigu
- Jeanne d’Albret (* 1403, † 1435), ⚭ 1422 Graf Johann I. von Foix
- Charles II. d’Albret (* 1407, † 1471)
- Guillaume d’Albret († 1429), seigneur d’Orval
- Jean d’Albret